# 스즈융 (1993년)
스즈융(중국어: 石智勇, 병음: Shí Zhìyǒng, 한자음: 석지용, 1993년 10월 10일~)은 중화인민공화국의 역도 선수이다. 2016년 하계 올림픽, 2020년 하계 올림픽 남자 라이트급에서 금메달을 획득했으며 세계 역도 선수권 대회에서 3회 우승을 차지했다.

## 개인사
그의 본명은 스레이(石磊)로 담당 코치인 잔쉬강이 올림픽 금메달리스트 역도 선수인 스즈융의 이름을 따서 개명하게 했다.